# Ultra Path Interconnect
Intel Ultra Path Interconnect (UPI), est une interconnexion de processeur point à point développée par Intel qui a remplacé QuickPath Interconnect (QPI) dans les plates-formes Xeon Skylake-SP à partir de 2017.

## Description
UPI est une interconnexion cohérente à faible latence pour les systèmes multiprocesseurs évolutifs ("Scalable") avec un espace d'adressage partagé. Il utilise un protocole de cohérence snoop propriétaire basé sur un répertoire avec une vitesse de transfert allant jusqu’à 10,4 GT/s. Les processeurs pris en charge ont généralement deux ou trois liaisons UPI.
Par rapport à QPI, il améliore l’efficacité énergétique avec un nouvel état de faible consommation, améliore l’efficacité du transfert avec un nouveau format de paquetage et améliore l’évolutivité ("Scalability") avec une couche de protocole qui ne nécessite pas de préallocation de ressources.
UPI ne prend en charge que la cohérence basée sur les répertoires (directory), contrairement aux processeurs QPI précédents qui prenaient en charge plusieurs modes de snoop (no snoop, early snoop, home snoop et directory).
Une mise en cache combinée et un agent d’accueil (CHA) gèrent la résolution de la cohérence sur plusieurs processeurs, ainsi que les demandes d’espionnage (snoop) des cœurs de processeur et des agents locaux et distants. Des CHA physiques distincts sont placés dans chaque cœur de processeur et chaque banque de cache de dernier niveau (LLC) pour améliorer l’évolutivité en fonction du nombre de cœurs et de contrôleurs de mémoire ou du mode de clustering sub-NUMA. L’espace d’adressage est entrelacé entre différents CHA, qui agissent comme un seul agent logique.